# Abessinisches Gold
Abessinisches Gold ist die Bezeichnung für eine Messing-Legierung. Sie besteht aus ungefähr 90–92 % Kupfer, 8–10 % Zink, plattiert mit bis zu 1 % Gold.
Diese genauen Angaben schwanken jedoch von Quelle zu Quelle. So finden sich weitere, zum Teil stark unterschiedliche Angaben
1. 90 % Kupfer, 8 ⅓ % Zink, und 0,08–1 % Gold[2][3]
2. 88 % Kupfer, 11,5 % Zink und 0,5 % Gold[4]
3. 72 % Kupfer, 27 % Zink und 1 % Gold[5]
4. 84–94 % Kupfer, 6–12 % Zink, 0,5–1,5 % Gold und 1 % Zinn[6]

Die Farbe von abessinischem Gold wirkt gelblich, ähnlich der von echtem Gold.
Der Name der Legierung geht auf den Umstand zurück, dass es erstmals zur Zeit des letzten Krieges in Abessinien bekannt wurde.
Einsatz fand sie vor allem im 19. Jahrhundert in der Schmuckherstellung (Bijouterie).
Abessinisches Gold wird auch häufig als Talmigold bezeichnet, das eine ähnliche Zusammensetzung aufweist.